# Juli Rufinià
Juli Rufinià (en llatí: Julius Rufinianus) va ser un retòric romà de data incerta.
És l'autor d'un tractat anomenat De Figuris Sententiarum et Elocutionis, que va ser publicat per primera vegada per Beat Romà (Basilea, any 1521) i es troba a la Rhetores Antiqui Latini de Piteu (París, 1599). Va inspirar-se de l'obra d'Àquila Romà com a font, del qual va completar el compendi amb elements d'altres escriptors: principalment Ciceró, però també cita Plaute, Terenci, Cecili, Enni, Gai Lucili, Horaci, Cató i Juli Cèsar.

## Obra
- De figuris sententiarum et elocutionis (llatí) (en català: Sobre les figures de les sentències i de l'elocució), edició descarregable del 1768, Atribuïda a Rufinià però probablement apòcrifa[2]
- De schematis lexeos
- De schematis dianoeas